# Joan Lara
Juan Lara, más conocido como Lara (Valencia, España; 8 de febrero de 1983), futbolista español que inició su carrera deportiva en Mallorca, concretamente en el C.E. Escolar. Actúa de delantero centro o Volante izquierdo. 

## Trayectoria y vida personal
Formado en las categorías inferiores del C.E. Escolar pasando por RCD Mallorca, Manchester United Football Club y finalmente deparar en RCD Espanyol año 1998, el cual logra disputar varios partidos debido a su joven talento. Disputa el trofeo Canal+ proclamándose subcampeones ante el Valencia C. F.. 
Jugador polivalente con grandes dotes de creación y definición. Destaca su velocidad y su buen remate. Llega a ser convocado con la Selección catalana de fútbol para disputar un torneo internacional ante selecciones como: Selección brasileña de fútbol, Selección venezolana de fútbol y Selección ecuatoriana de fútbol.
Meses más tarde, coincidiendo con el momento álgido en su carrera deportiva, sufre un grabe accidente al desplomarse de una altura, fracturándose el tobillo izq, lesión leve en el tobillo dcho y esguince en el codo izq que le apartarían del fútbol durante años.
Año 2002, Lara, intenta volver a jugar tras mucha rehabilitación. Reaparece en su club C.E. Escolar, donde "lo aprendió todo", (palabras de Lara), volviendo a debutar en la categoría de regional preferente en su pueblo vecino y donde realizó sus estudios primarios C.D. Artá. Poco tiempo dura su regreso, debido a que, durante el final de la pre/temporada fuertes molestias le obligan a abandonar y volver a la sombra del fútbol.
Sin finalizar sus estudios, con su carrera deportiva truncada y con la mayoría de edad, sufre una pequeña crisis depresiva, que consigue apartarle totalmente del deporte. Unos años después, tras mudarse con su familia a la Comunidad Valenciana, consigue realizar entrenamientos en la ciudad deportiva de Buñol, junto a otros compañeros del UD Levante B, finalizando la pre/temporada . Al ponerse de nuevo en forma y ritmo de competición, se le ofrece una ficha para el CD Pobla de Farnals, donde migra para intentar retomar su estado físico y futbolístico. Consigue hacerse un hueco en la plantilla y una vez más, debido a sus molestias, el cuerpo técnico baja su ficha al segundo equipo para seguir a un ritmo menos intenso. Sin llegar a dejar de jugar, complementa su entrenamiento con el primer equipo.
Tras finalizar la temporada, le solicitan para realizar pre/temporada con el Mestalla CF, compartiendo algún entrenamiento con el primer equipo, junto a grandes profesionales como:  el Guaje, Baraja y Vicente entren otros. Recibe las órdenes de Emery, "un gran entrenador pero sobre todo gran persona, de la cual me llevo mucho aprendido".
Pasa a finalizar los entrenamientos al Villajoyosa Club de Fútbol, donde meses más tarde, migraría a la plantilla del Mislata CF. Finaliza momentáneamente su carrera, llegando a tener ficha "B" debido a su bajo rendimiento. Sus molestias, hacen que llegue a darse de baja hasta la fecha.